# سرژ آزاناویسیوس
سرژ آزاناویسیوس (فرانسوی: Serge Hazanavicius‎؛ زادهٔ ۱۱ سپتامبر ۱۹۶۳) بازیگر، کارگردان فیلم و نویسنده اهل فرانسه است. وی از سال ۱۹۸۸ میلادی تاکنون مشغول فعالیت بوده‌است.
از فیلم‌ها یا برنامه‌های تلویزیونی که وی در آن نقش داشته‌است می‌توان به پوآرو،بورجیاها، بازرس فویل، طبقه آمریکایی، احساسات متحد، او. اس. اس ۱۱۷ و مردان آثار ماندگار اشاره کرد.